# Sekundární viktimizace
Pojem sekundární viktimizace čili druhotné zraňování se užívá v oblasti sociologie, kriminologie, kriminalistické psychologie, soudnictví a mediálních studiích, který odkazuje na další a často přetrvávající trauma, kterému jsou oběti zločinů vystaveny po prvotním incidentu, a to prostřednictvím reakcí sociálního a právního systému. Označuje proces, během něhož se oběť např. násilného trestného činu, poté, co o ní a činu referují média, stane obětí znovu (victim = oběť) – tentokrát trpí psychicky.
Termín sekundární viktimizace je používán především v kontextu obětí sexuálního násilí, domácího násilí nebo jiných trestných činů, kde oběť musí opakovaně prožívat trauma během soudního řízení, policejního vyšetřování nebo při interakci se zdravotním personálem.  
Za typické zdroje sekundární viktimizace lze považovat:
- orgány činné v trestním řízení;
- média;
- okolí oběti.

## Podoby sekundární viktimizace
Oběť může upadnout do sekundární viktimizace z několika důvodů, které souvisejí s neadekvátní reakcí okolí, nedostatečnou podporou a dalšími faktory. 
- Nedostatečné podpory ze strany rodiny, přátel nebo společnosti: pokud rodina či blízcí nejsou schopni nebo nechtějí poskytnout oběti dostatečnou podporu, může vytvořit prostředí ve kterém oběť prožívá další traumatizující situace.
- Nepřiměřená reakce okolí: pokud okolí reaguje na oběť s nevědomostí, nezájmem nebo dokonce s odsuzováním, může to prohloubit její trauma.
- Stigmatizace a izolace: když společnost nebo okolí stigmatizuje oběť kvůli traumatické události, může dojít k izolaci a dalšímu ztrácení podpory.
- Zpochybňování zkušenosti oběti: pokud oběť nenarazí na podporu a setká se s nepochopením veřejnosti, může se cítit odsouzena nebo mít pocit, že ji nikdo nevěří.
- Nedostatečné nebo nevhodné zacházení ze strany právních a zdravotnických institucí.
- Obviňování oběti z její vlastní viktimizace.
- Obviňování ze strany okolí.
- Nedostatek informací: pokud oběť nemá přístup k informacím o dostupné podpoře, může se cítit bezmocná a izolovaná, což může zhoršit její stav.
- Nedostatek podpory během soudního procesu.
- Exponování oběti zbytečnému stresu během výslechů a soudních procesů: Pokud je oběť opakovaně vystavena situacím nebo lidem, kteří evokují původní traumatickou událost, může to vyvolat neustálý pocit ohrožení.

## Média - zveřejňování identity
Zásadním problémem bývá zveřejňování identity oběti a podrobností činu u znásilnění, neboť psychologové vypozorovali, že okolí znásilněné ženy má tendenci část viny za zločin připsat oběti samotné.
Empiricky sekundární viktimizaci zkoumal mediolog Michael Kunczik. Ten potvrdil, že některé oběti trestných činů, o nichž referovala média, se cítily médii poškozeny, avšak především kvůli zkreslení událostí. Naopak většina respondentů Kunczikova výzkumu tvrdila, že jim mediální zpracování pomohlo se s traumatizujícím zážitkem vyrovnat.
V kriminologii: poškození oběti reakcí sociálního prostředí na oběť, na trestný čin atp. Sociálním prostředím se myslí např. rodina, přátelé, známí, orgány činné v trestním řízení, znalci při vypracování znaleckých posudků aj. Sekundární viktimizaci lze předcházet vhodnou komunikací s obětí trestného činu a podporou při zdravých způsobech vyrovnávání se s traumatickým zážitkem. Sekundární viktimizace je v ČR druhým nejčastějším důvodem, proč oběti vyhledávají poradny pro oběti trestných činů.

### Důsledky
Důsledky sekundární viktimizace mohou být pro oběť velmi závažné a mohou zahrnovat zvýšený pocit izolace, deprese, úzkost, ztrátu důvěry i v důvěry instituce a společnost, snížení sebeúcty, problémy se vztahy, zdravotní problémy (nespavost, bolesti hlavy...), omezení každodenního života a dokonce i rozvoj posttraumatické stresové poruchy (PTSD). Tyto negativní důsledky mohou výrazně ztížit proces uzdravení.  
Sekundární viktimizace může vážně ovlivnit proces zotavení obětí z traumatu. Je důležité aby společnost a instituce byly vůči potřebám obětí citlivější a byly vyvíjeny a implementovány strategie pro prevenci a řešení tohoto jevu. Větší pochopení a empatie vůči obětem, může přispět k jejich a účinnějšímu zotavení.

### Prevence a Řešení
- Větší povědomí a vzdělávání profesionálů (policisté, soudci, lékaři)
- Zlepšení komunikačních dovedností a poskytování empatie a podpory obětem.
- Adekvátní terapeutické a poradenské služby pro oběti.
- Bezpečné a podporující prostředí respektující potřeby a pocity obětí.

## Trauma-informovaný přístup
Pro zvýšení šance obětí traumatizující události či trestného činu na důstojný návrat do běžného života existuje tzv. trauma-informovaný (trauma-zohledňující) přístup. Ten vychází ze znalostí o povaze traumatu a jeho důsledků a snaží se nereprodukovat tyto aspekty a vyhýbat se takovému jednání, které by mohlo na traumatickou situaci upozorňovat.
Základem trauma-informovaného přístupu jsou znalosti příslušných pracovníků o tom, co trauma je, jak se projevují jeho psychické, emoční, fyzické a spirituální dopady a co může v klientech retraumatizaci spustit. Jak uvádí Elliot, trauma-informovaný přístup v sociálních službách staví na pochopení, že prožitek interpersonálního traumatu, není izolovanou událostí v životě ženy (nebo muže), ale událostí (nebo dlouhodobou situací), která ovlivňuje identitu oběti, její sebepojetí a sebevědomí, její vztahy a očekávání, které má od okolí i od sebe samé, její emoce a schopnost jejich regulace i projevování. Některé chování, které by mohlo působit jako problémové, může být ve skutečnosti copingovým mechanismem fungující jako adaptace na situaci, která by jinak pro jedince byla nezvladatelná.
Druhým základním principem trauma-informovaného přístupu je bezpečí, které je zde vnímáno nejen jako pocit fyzického bezpečí, ale i psychické a emoční bezpečí (například jak je ošetřena mlčenlivost a možnost anonymity v procesu spolupráce se sociální službou).
Třetím základním faktorem je zmocňování a participace, který je založen na podporování participace klientů ve spolupráci se sociálními službami, a to díky poskytování co nejvíce informací o sociálních službách a následných možnostech volby ovlivnění procesu spolupráce. Mocenská nerovnost je typická hlavně pro účastníky domácího a sexuálního násilí, proto by si především v této oblasti měli pracovníci být vědomi hierarchie vztahu mezi nimi a klienty, kteří mohli dlouhodobě žít v naučené pasivitě a tím pádem vyhovovat přáním „mocnějšího“, nikoli svým. Důležitá je tedy práce na společném rozhodování mezi pracovníkem a klientem.
Sekundární viktimizace je závažným problémem, který vyžaduje systematické a citlivé řešení na všech úrovních společnosti a institucí. Proces zotavení obětí může být výrazně podpořen větším porozuměním a vhodnými intervencemi. 

## Sekundární viktimizace a blízký člověk
Sekundární viktimizace primární oběti označuje negativní dopady, které mohou postihnout ty, kteří jsou v blízkém vztahu s osobou, která se stala přímou obětí traumatické události. Tato kategorie zahrnuje obvykle rodinné příslušníky, přátelé nebo blízké kolegy.  K minimalizaci negativních dopadů na ty, kteří jsou emocionálně spojeni s primárními oběťmi je důležité porozumění této problematice, vzdělání veřejnosti a poskytování podpory. Přístup založený na empatii a vědomí, může přispět k vytvoření respektující a podporující společnosti. 
Příkladem traumatických událostí mohou být: 
- Kriminální činy: napadení, znásilnění, loupeže.
- Přírodní katastrofy: zemětřesení, povodně, požáry.
- Válečné konflikty: útoky, únosy, ztráta blízkých v boji.

### Klíčové aspekty problematiky
- Emoční dopady: blízcí lidé primární oběti mohou prožívat intenzivní úzkost a strach o bezpečí této osoby.

- Traumatický stres: noční můry, opakované vzpomínky na událost. Sledování nebo slyšení o traumatické události může vyvolat symptomy posttraumatického stresu (PTSD) u svých blízkých.

- Ztráta bezpečí: blízcí lidé mohou začít vnímat svět jako nebezpečné místo a mohou mít obavy o vlastní bezpečí a bezpečí svých blízkých.

Přetrvávající situace může vést k dlouhodobé psychologické zátěži, což může ovlivnit celkovou pohodu a životní kvalitu svých blízkých.  